# Tractat de Purandhar
El tractat de Purandhar o Purandar fou un acord entre el peshwa maratha i el govern general de l'Índia Britànica a Calcuta. Fou signat a la fortalesa de Purandhar l'1 de març de 1776. A la mort del peshwa Narayan Rao el 1773, el seu oncle Raghunath Rao va intentar assegurar la successió i el 7 de març de 1775 va signar el tractat de Surat amb el govern de la presidència de Bombai, pel qual cedia als britànics Salsette i Vasai a canvi de ser instal·lat com a peshwa a Poona. El tractat fou rebutjat pel govern general i Raghunath va rebre una pensió i la seva causa fou abandonada; es va signar aleshores el tractat de Purandhar que anul·lava el de Surat, però deixava Salsette en mans britàniques el que va crear dificultats. El 1778-1779 els britànics de Bombai tornaven a donar suport a Raghunath però finalment es va establir la pau el 1782.